# Gare de Noizay
Gare de Noizay – przystanek kolejowy w Noizay, w departamencie Indre i Loara, w Regionie Centralnym, we Francji.
Jest przystankiem kolejowym Société nationale des chemins de fer français (SNCF), obsługiwanym przez pociągi TER Centre kursujące między Tours i Blois.